# Léo Scienza
Léo Scienza, pseudonimo di Leonardo Weschenfelder Scienza (Venâncio Aires, 13 settembre 1998), è un calciatore brasiliano, centrocampista dell'Heidenheim.

## Biografia
È in possesso del passaporto lussemburghese.

## Carriera
Léo Scienza ha giocato nelle giovanili di Avenida, Chapecoense, Lajeadense e Defensor Sporting, per poi tornare al Lajeadense dove ha giocato due incontri nella seconda divisione del Campionato Gaúcho nel 2018.
Nel 2019 si è trasferito in Svezia al Fanna dove ha giocato due stagioni rispettivamente in quinta ed in quarta divisione, segnando 12 reti in 21 incontri. Nel 2020 è stato acquistato dallo Schalke 04 che lo ha assegnato alla propria seconda formazione in Regionalliga. Dopo due stagioni è passato al Magdeburgo dove ha fatto il suo esordio nel calcio professionistico il 16 luglio nell'incontro di 2. Bundesliga perso 2-1 contro il Fortuna Düsseldorf.
Il 2023 è stato acquistato dall'Ulma, dove si è ritagliato fin da subito un posto nella formazione titolare contribuendo alla promozione in seconda divisione con 12 gol e 15 assist in 34 partite che gli sono valsi anche il titolo di miglior giocatore della stagione. Il 23 maggio 2024 è stato acquistato dall'Heidenheim, club della prima divisione tedesca, con cui ha sottoscritto un contratto triennale; con la nuova maglia nella stagione 2024-2025 fa anche il suo esordio nelle competizioni UEFA per club, segnando una rete in 2 presenze nei turni preliminari di Conference League, competizione in cui poi scende in campo anche nella fase finale.

## Statistiche

### Presenze e reti nei club
Statistiche aggiornate al 14 ottobre 2024
| Stagione        | Squadra         | Campionato      | Campionato | Campionato | Coppe nazionali | Coppe nazionali | Coppe nazionali | Coppe continentali | Coppe continentali | Coppe continentali | Altre coppe | Altre coppe | Altre coppe | Totale | Totale | Totale |
| Stagione        | Squadra         | Comp            | Pres       | Reti       | Comp            | Pres            | Reti            | Comp               | Pres               | Reti               | Comp        | Pres        | Reti        | Pres   | Reti   |        |
| --------------- | --------------- | --------------- | ---------- | ---------- | --------------- | --------------- | --------------- | ------------------ | ------------------ | ------------------ | ----------- | ----------- | ----------- | ------ | ------ | ------ |
| 2018            | Lajeadense      | A2/RS           | 2          | 0          | -               | -               | -               | -                  | -                  | -                  | -           | -           | -           | 2      | 0      |        |
| 2019            | Fanna           | D3              | 18         | 10         | CS              | 0               | 0               | -                  | -                  | -                  | -           | -           | -           | 18     | 10     |        |
| 2020            | Fanna           | D2              | 3          | 2          | CS              | 0               | 0               | -                  | -                  | -                  | -           | -           | -           | 3      | 2      |        |
| 2020-2021       | Schalke 04 II   | RL              | 23         | 4          | -               | -               | -               | -                  | -                  | -                  | -           | -           | -           | 23     | 4      |        |
| 2021-2022       | Schalke 04 II   | RL              | 36         | 11         | -               | -               | -               | -                  | -                  | -                  | -           | -           | -           | 36     | 11     |        |
| 2022-2023       | Magdeburgo      | 2L              | 11         | 0          | CG              | 1               | 0               | -                  | -                  | -                  | -           | -           | -           | 12     | 0      |        |
| 2023-2024       | Ulma            | 3L              | 34         | 12         | CG              | 0               | 0               | -                  | -                  | -                  | -           | -           | -           | 34     | 12     |        |
| 2024-2025       | Heidenheim      | BL              | 5          | 1          | CG              | 1               | 0               | UECL               | 3                  | 1                  | -           | -           | -           | 9      | 2      |        |
| Totale carriera | Totale carriera | Totale carriera | 142        | 53         |                 | 2               | 0               |                    | 3                  | 1                  |             | -           | -           | 147    | 54     |        |

## Palmarès

### Club

#### Competizioni nazionali
- 3. Liga: 1

Ulma: 2023-2024

### Individuale
- Miglior giocatore della 3. Liga: 1

2023-2024